# Hussein Sulaimani
Hussein Abd al-Ghani Sulaimani (ur. 21 stycznia 1977 w Dżuddzie) – były saudyjski piłkarz występujący na pozycji obrońcy, zawodnik reprezentacji narodowej.

## Kariera klubowa
Od początku kariery związany był Al-Ahli Dżudda, gdzie grał od 1993. W 2008 roku podpisał trzyletni kontrakt ze szwajcarskim Neuchâtelem Xamax, jednak już rok później powrócił do saudyjskiego klubu Al-Nassr, w którym grał do 2017.
We wrześniu 2017 podpisał roczny kontrakt z bułgarskim Wereja Stara Zagora. W 2018 ponownie powrócił do Arabii Saudyjskiej, wiążąc się umową z Ohod Club. Ostatni swój kontrakt podpisał w styczniu 2019 ze swoim pierwszym klubem – Al-Ahli Dżuddą.
15 października 2020 ogłosił zakończenie kariery.

## Kariera reprezentacyjna
W reprezentacji Arabii Saudyjskiej debiutował również w 1997 roku i do 2009 rozegrał aż 110 spotkań, w których strzelił 3 gole. Wystąpił na 3 Mistrzostwach Świata: w 1998, 2002 i 2006.